# Kambiz Derambakhsh
Kambiz Derambakhsh (en persan : کامبیز درم‌بخش), né le 29 mai 1942 à Chiraz et mort le 6 novembre 2021 à Téhéran, est un dessinateur et caricaturiste iranien, publiant également sous le nom d'auteur Kambiz. Principalement connu pour l'un de ses personnages, un « monsieur tout le monde » au dessin très épuré, il a mené une carrière internationale, remporté plusieurs prix internationaux et tenu plusieurs expositions personnelles dans divers pays du monde.

## Biographie
Kambiz Derambakhsh nait à Chiraz en 1942. Son père, réalisateur, scénariste et metteur en scène de cinéma et de théâtre, favorise son goût pour le dessin. Kambiz Derambakhsh indique dans une interview avoir été très influencé par des artistes tels que Bosc, Chaval, Siné, Sempé, Topor, mais plus encore par Charlie Chaplin. dont le « langage muet avec des gestes et des mimiques devient un langage universel comme pour la caricature » et qui est « le moyen le plus facile pour transmettre un message ». Ses premiers travaux datent de ses 14 ans. Son premier dessin publié apparait dans le magazine « Army », dont son père est rédacteur en chef, et d'autres suivent dans des magazines alors populaires en Iran, tels que l'hebdomadaire satirique Towfiq, Black and White et Weekly information. Il étudie à la faculté des Beaux-arts de Téhéran où il enseigne pendant quelques années.
Entre 1973 et 1975, il publie dans le journal Ayandegan plusieurs dessins appelés « Miniatures noires » qui lui valent la censure et deux arrestations par les services de renseignement iraniens. Ces caricatures, dont il dit qu'elles sont le travail dont il est le plus fier, seront par la suite réunies et publiées en Iran dans un livre du même titre.
Il émigre en Allemagne en 1978, juste avant la révolution iranienne et revient en Iran en 2003.
La part de son œuvre la plus fréquemment associée à son nom est son personnage épuré, qu'il appelle « marionnette » et qu'il décrit ainsi : « Ce personnage n'a pas de nationalité, il est sans origine et il peut faire du bien comme du mal, il peut être gentil comme méchant. »
Il a collaboré à de très nombreux journaux : en Iran dont entre autres Etelaat et Kayhan mais aussi au New York Times, à Der Spiegel, etc. Auteur d'une quarantaine d'expositions personnelles, plusieurs de ses œuvres sont présentes dans des musées internationaux. Il a aussi dessiné pour la publicité, illustré des livres pour enfants, des affiches, etc.
Son travail lui a valu de très nombreux prix, notamment au Japon, en Allemagne, en Italie, en Suisse, en Belgique et en Bulgarie. Il reçoit de la France l’insigne de chevalier de l’ordre des Arts et des Lettres en 2014.
Il meurt à l'hôpital à Téhéran des suites de la Covid-19.

## Ouvrages
Plusieurs de ses ouvrages sont publiés sous le pseudonyme de Kambiz. Outre ses livres publiés en Iran, les livres suivants sont disponibles en langues romanes :
- Le monde est chez moi, Michel Lafon, 2013 (ISBN 9782749918907)
- (it) Kambiz. Inganni dei media e del potere in 82 disegni, Lupetti, 1990 (ISBN 978-88-85838-53-6)